# Karlheinz Böhm
Karlheinz Böhm (Darmstadt, 16 maart 1928 – Grödig, 29 mei 2014) was een Oostenrijkse acteur. Hij is geboren in Duitsland, maar had de Oostenrijkse nationaliteit. Vanaf 2003 was hij ereburger van Ethiopië.
Zijn vader was de bekende dirigent Karl Böhm. Böhm werd vooral bekend door zijn rol als keizer Frans Jozef I in de Sissi-films aan de zijde van Romy Schneider. Om zich te ontworstelen aan zijn 'Frans Jozef-imago' speelde hij in 1960 de rol van de seriemoordenaar en psychopaat Peeping Tom van de Britse regisseur Michael Powell.
Het publiek en de critici konden deze film niet echt waarderen en Böhms filmcarrière strandde hierdoor bijna tot hij voor de Duitse regisseur Rainer Werner Fassbinder verscheidene keren in diens films optrad.
Karlheinz Böhm hield zich sinds de jaren tachtig bezig met liefdadigheidswerk voor Ethiopië, waarvoor hij een eigen stichting oprichtte. Hij haalde daarvoor miljoenen euro's op. Zijn vierde echtgenote komt uit dit land.

## Privé
- Böhm trouwde vier keer. Hij had zeven kinderen en leed de laatste jaren van zijn leven aan de ziekte van Alzheimer.
- Dochter Sissy Böhm bracht na zijn dood het boek "In de schaduw van het licht" uit vol verwijten en beschuldigingen over misbruik.